# Vaudeurs
Vaudeurs é uma comuna francesa na região administrativa de Borgonha-Franco-Condado, no departamento de Yonne. Estende-se por uma área de 28,12 km². Em 2010 a comuna tinha 476 habitantes (densidade: 16,9 hab./km²).